# یواس‌اس متیوس (ای‌کی‌ای-۹۶)
یواس‌اس متیوس (ای‌کی‌ای-۹۶) (به انگلیسی: USS Mathews (AKA-96)) یک کشتی بود که طول آن ۴۵۹ فوت ۲ اینچ (۱۳۹٫۹۵ متر) بود. این کشتی در سال ۱۹۴۴ ساخته شد.